# ユダヤ博物館のリスト
ユダヤ博物館のリスト（List of　the Jewish Museum(s)）は、ユダヤ博物館(ドイツ語版、ユダヤ人、つまりユダヤ教徒の宗教生活・文化・所産などを展示する博物館・美術館)の一覧を提供する。　
古いユダヤ教会（シナゴーグ）がユダヤ博物館となっている場合も多いので、「ユダヤ博物館」という銘を打っていなくても、ここでは広くユダヤ人に関連する博物館・美術館を紹介する。

## アメリカ合衆国
- 旧フェリックス・ウォーバーグ (Felix Warburg)邸宅

ニューヨーク市の五番街（5th Avenue）と92番通り（92nd Street）の交差点にあり、ウォール街の銀行家で大富豪の邸宅だった。1908年に創館。

現代美術の企画展でも知られるこの建物は、ユダヤ教の宗教行事器具のコレクションでは世界でも類がないといわれる。
12世紀の木彫りのトーラーのアーク（保管箱）、16世紀のペルシアのシナゴーグのモザイク模様の壁といった大変貴重なコレクションが多数保存されている。

## イギリス（イングランド）

### リンカーン
- ユダヤ人の家とユダヤ人アーロンの家（Aaron the Jew's House & the Jew's House）
リンカーン市の中心部の古い通り"The Strait"の急な坂道にある、1170－80年頃に建設されたとされる石造住居。ノルマン風の入口と、二階部分の2つのノルマンアーチ窓が有名である。現在は骨董品店となっている。レストランもある。

（Norman architectureも参照）

### ロンドン
ロンドンのユーストン駅 Euston に近いタヴィストック広場の角にあり、13世紀から今日に至る、英国における様々なユダヤ人の遺品を展示してある。

### コーンウォール地方
- ユダヤ人居住家屋遺跡
イングランド南西部・コンウォール州やデヴォン州で発見された古代のスズ製錬所の遺跡である。

## ドイツ

### ベルリン

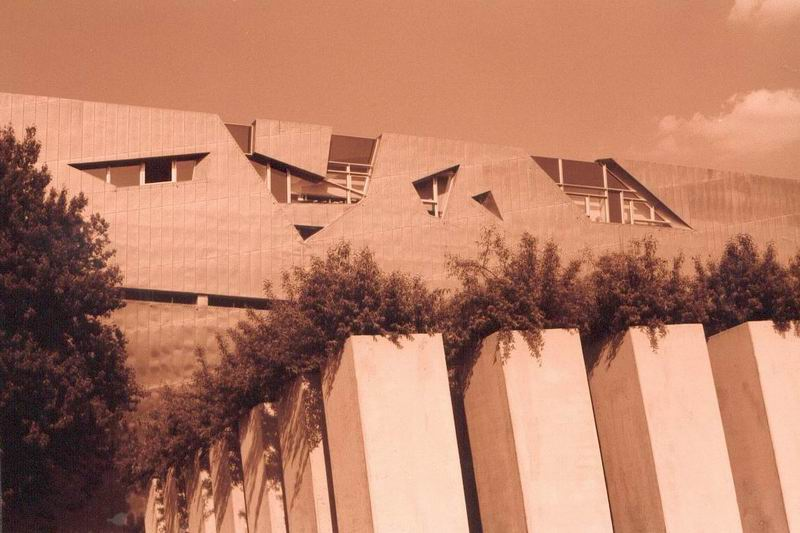
柱廊庭園

ベルリン・ユダヤ博物館

## ドイツ

### フランクフルト・アム・マイン
フランクフルト・ゲットー跡地が博物館になっている。宗教弾圧の一面を見るには良いかもしれないが、予備知識を持たずに行かないほうが良い。

## オーストリア

### ウィーン
- ウィーン・ユダヤ博物館（トデスコ宮）

### アイゼンシュタット
- オーストリア・ユダヤ博物館 （Österreichisches Jüdisches Museum）

## ハンガリー

### ブダペシュト
- ドハーニ街シナゴーグ
（シナゴーグの項目に、ブダペシュトのシナゴーグの一覧がある）

## イスラエル
- テルアビブ大学・ディアスポラ博物館（Beit Hatefutsot）

### タリン
- エストニア・ユダヤ博物館（Eesti Juudi Muuseum）